# Resident Evil: Degeneration
Biohazard: Degeneration (バイオハザード ディジェネレーション Baiohazādo Dijenerēshon?, Riesgo biológico: Degeneración), también conocido como Resident Evil: Degeneration, es el primer largometraje realizado mediante animación por computadora, basado en la serie de videojuegos Resident Evil. Fue anunciado por Capcom y Sony Pictures Entertainment Japan el 29 de octubre de 2007. Su estreno en ese país fue previsto para el 18 de octubre de 2008. La versión Blu-ray y DVD de Resident Evil: Extinction muestran un avance de esta película, confirmando a Leon S. Kennedy y Claire Redfield como protagonistas.
Un tráiler mostrado en el Convención Internacional de Cómics de San Diego 2008 reveló más del diagrama; la acción de los bioterroristas fuerzan el cierre del aeropuerto por parte de las autoridades y Leon y los otros tienen cuatro horas para controlar la situación o el T-Virus será dispersado a cada área poblada de los Estados Unidos. El tráiler también sugiere un encuentro con una criatura que muestra mutaciones del G-Virus.

## Argumento
En 2005 siete años después del brote de Virus-T en Raccoon City, Claire Redfield se reúne con una colega de la organización de derechos humanos contra el Bio-terrorismo, Terra Save en un aeropuerto de Hardville. Mientras se queda vigilando a la sobrina de su compañera Rani, conocen a un hombre británico con quien simpatizan sobre sus puntos de vista del bioterrorismo hasta que se retira. Debido a una filtración sobre el arribo del senador Ron Davis -uno de los accionistas más importantes de la farmacéutica WillPharma- por sugerencia de su secretario, intenta escabullirse por la entrada principal, hasta que es reconocido por Rani, lo que alerta a los medios y un activista contra él. Pese a los esfuerzos de los guardaespaldas por arrestar al activista que los confronta personificado como "Zombi", un brote del virus T se origina en el aeropuerto cuando varios infectados comienzan a expandir el virus, separando a Claire de Rani mientras que Davis le suplica que lo proteja a medida que más se convierten en zombis y uno de los aviones que se encontraba por despegar se estrella en el aeropuerto.
Horas después el gobierno envía a varios oficiales de las fuerzas especiales SWAT para contener el brote y eventualmente a un agente especializado para líderar al escuadrón. El agente que resulta ser Leon S. Kennedy, elige llevarse únicamente a los agentes Gregg y Angela para evitar exponer a más personal. Al adentrarse en el aeropuerto Leon se reencuentra con Claire que junto a otros sobrevivientes como Rani y el senador Davis intentan escapar por la entrada principal. Durante el escape Davis se separa del grupo, poniendo en peligro a Rani mientras que Gregg es infectado por uno de los zombis y sucumbe a los efectos del virus para el pesar de Angela que lamenta lo ocurrido. Para cuando llegan camiones con suministros de la vacuna Anti T Claire descubre que los SWAT pudieron ser vacunados contra el virus, pero por culpa de las acusaciones de parte de Terra Save fueron incapaces de protegerlos. Así mismo es presentada a Frederick Downing, el mismo hombre británico que conoció el aeropuerto, que en realidad es el jefe de investigación en WillPharma.
Pese a que Claire no puede evitar sentirse responsable por las bajas ocasionadas en el brote del aeropuerto, Leon la consuela asegurandole que unirse a Terra Save es una causa más noble que el camino que él o Chris eligieron tras lo ocurrido en Raccoon City. Más tarde se comunica con Hunnigan, quien le informa el brote fue producto del Bioterrorismo y sospechan que el General Miguel Grande podría ser el responsable por ser quien realiza ataques terroristas en India. Al poco tiempo todos los camiones de suministros de WillPharma son bombardeados y Leon revela que los terroristas están demandando la verdad sobre lo sucedido en Raccoon City; mientras todos intentan descifrar quien podría estar detrás de los ataques, Claire menciona que vio a uno de los protestantes más conocidos de WillPharma, el Dr. Curtis Miller, uno de los sobrevivientes de Raccoon City y el hermano mayor de Angela. Ella se ofrece a buscar a su hermano en su hogar en Hardiville por lo que Leon accede acompañarla, Claire por su parte acepta la invitación de Frederick para acompañarlo en uno de los laboratorios de WillPharma pese a que Davis se pronuncia en desacuerdo e incluso le ordena que no le muestre información sobre la farmacéutica. 
De camino al hogar de Curtis, Angela y Leon descubren que el hogar de este fue incendiado lo que confirma su participación con los terroristas, una deprimida Angela le revela a Leon que su hermano perdió a su esposa e hija en el incidente y se compromete a detenerlo. Mientras tanto en el laboratorio de WillPharma, Frederick le muestra a Claire información comprometedora cuando le confirma que la farmacéutica estuvo desarrollando una vacuna para el Virus G, Claire trata de advertirle a Leon hasta que Frederick intenta arreglar el servidor y la llama para informarle sobre la presencia de una bomba de tiempo que detona justo cuando Claire logra avistar a Curtis saliendo del nivel 4 con un maletín. Conforme Leon y Angela llegan a las instalaciones, una malherida Claire se recupera y alcanza a su amigo para comentarle sobre la presencia de Curtis y del virus G entre tanto Angela se encuentra con su hermano en el jardín devastado del domo. 
Curtis confiesa que se unió a los terroristas con tal de exponer lo verdaderamente ocurrido en Racoon City, pero que cuando se negó a permitir que el brote se expandiera por toda la ciudad fue abandonado por su proveedor. En ese momento llegan varios soldados para arrestar a Curtis, que al enfrentarlos comienza a mutar como consecuencia de haberse inoculado con la muestra del virus G, hiriendo y asesinando a varios de ellos delante de su ahora asustada hermana. Leon ayuda a escoltar a Claire a una salida y posteriormente alcanza a Angela para ayudarla a huir del infectado Curtis, cuya mutación lo vuelve más invulnerable al daño y acaba con los soldados restantes. Leon advierte que ahora ve a Angela como un objeto de reproducción por su vínculo sanguíneo, por lo que se refugian en un tanque de agua a medida que el edificio activa el proceso de esterilización de emergencia. Como Curtis sobrevive a la explosión y continúa persiguiéndolos, Angela y Leon tratan de perderlo en los niveles del Jardin que comienzan a descender para ser contenidos con el rastro de los virus mientras Claire intenta ayudarlos desde la sala de control para darles tiempo de huir. Angela es acorralada por Curtis que por un momento de la poca humanidad que le queda, le suplica que se aleje de él antes de que Leon intervenga para salvar a Angela de caer hacia el ducto donde Curtis finalmente es incinerado con el resto del laboratorio.
Más tarde Claire confronta al senador Davis acusándolo de ser el responsable de todo el ataque terrorista con el objetivo de incrementar las acciones de WillPharma. En ese momento aparece Leon con Angela para informarles que el aliado capturado del general Grande ha informado todo lo que sabe y no está involucrado con Davis. Mientras trata de deducir lo ocurrido Claire escucha la misma campanada que sonaba en la llamada que tuvo con Frederick antes de la explosión por lo que concluye que quien organizó los ataques fue él. La información es confirmada cuando ella y Leon lo acorralan mientras negociaba con el General Grande las muestras del virus T y G. Angela le quita el arma por detrás y le apunta a la cabeza, haciendo que Frederick se entregue y confiese la verdad (Frederick vendió el virus T al general Grande y al mismo tiempo fue quien estuvo detrás de los atentados bioterroristas en la India). Al día siguiente Leon y Claire se despiden de Angela, y vuelven a tomar sus propios caminos mientras ambos bromean sobre reunirse otra vez en circunstancias que no involucren armas biológicas. 
En la oficina del senador Davis a través de reportajes de diferentes medios se revela que la farmacéutica WillPharma fue comprada por Tricell, mientras que Ron Davis cae muerto (presumiblemente asesinado por los accionistas corruptos) y varios datos seguros de la compañía son borrados. En los restos del laboratorio varios empleados son vistos reuniendo muestras de lo que queda de Curtis, logrando rescatar una garra del mismo para iniciar sus propias investigaciones.

## Doblaje
IGN informó que Paul Mercier y Alyson Court serán las voces de León y Claire, respectivamente. En España la película fue doblada por reconocidos profesionales del doblaje como Oriol Rafel (Leon), Alicia Laorden (Claire) y Manolo García (Frederic) y para la versión latinoamericana destacando a Liliana Barba como Claire y Jorge Roig Jr como Leon. 
| Personaje         | Norteamérica      | Hispanoamérica  | España                |
| ----------------- | ----------------- | --------------- | --------------------- |
| Leon S. Kennedy   | Paul Mercier      | Jorge Roig Jr.  | Oriol Rafel           |
| Claire Redfield   | Alyson Court      | Liliana Barba   | Alicia Laorden        |
| Angela Miller     | Laura Bailey      | Queta Calderón  | María del Mar Tamarit |
| Curtis Miller     | Roger Craig Smith | Gerardo Vásquez | Rafael Parra          |
| Frederic Downing  | Crispin Freeman   | Octavio Rojas   | Manolo García         |
| Rany Chawla       | Michelle Ruff     | Cecilia Gómez   | Marta Ullod           |
| Senador Ron Davis | Michael Sorich    | Jorge Santos    | Joan Massotkleiner    |
| Gregg Glenn       | Steven Jay Blum   | Carlos Íñigo    | Juan Carlos Gustems   |

## Secuela
El 14 de septiembre del 2010 se confirmaron los planes para filmar una nueva película de Resident Evil, Capcom y Sony Pictures Entertainment Japan anunciaron esta nueva secuela de película en 3D, Resident Evil: Damnation. Se sabe por medio de un teaser que se situará sobre una guerra en una ciudad europea repleta de soldados, para después ver una incursión de Lickers atacando esa misma población. Se confirma que volverá a estar protagonizada por Leon S. Kennedy. La película está planeada para estrenarse en el 2012 y en 3D.
Recientemente se ha confirmado por unos actores del reparto de Resident Evil Damnation que Ada Wong hará su aparición en la película junto a un personaje nuevo e inédito.